# 浄土真宗本願寺派
浄土真宗本願寺派（じょうどしんしゅうほんがんじは）とは、浄土真宗の宗派の1つで、宗教法人法による宗教法人（包括宗教法人）である。宗祖親鸞の墓所である大谷廟堂を発祥とする「本願寺」（西本願寺）を本山とする。本派（ほんぱ）、お西（おにし）の通称がある。
2014年12月31日現在の被包括宗教団体数は10,329。 浄土真宗本願寺派の信者数は、約796万人 で浄土真宗の各宗派中最多である。また、仏教系の宗教法人の中でも最多である。宗教法人全体でも、神社本庁 についで2番目に多い（2014年12月31日現在）。

## 組織
明治時代の初期に、西欧の三権分立をまね、立法（宗会）・行政（宗務所）による施策決定システムを持っている。
現在でも浄土真宗本願寺派宗法に基づいて、宗務の執行機関である合議制機関「総局」（総長及び総務で構成する。）、立法及び議決機関「宗会」、教義に関する門主の諮問機関「勧学寮」、法規上の訴え、懲戒、係争又は紛争、秩序保持並びに財産の管理及び経理の運営に関する審判と監査機関である「監正局」と国家類似の権力分立の形式を採用している。
なお2012年4月1日から、浄土真宗本願寺派宗法、宗教法人「浄土真宗本願寺派」宗規、宗教法人「本願寺」寺法、本山典令という浄土真宗本願寺派の宗務法規の変更が実施された。

### 門主・本願寺住職
本願寺の住職であり宗派としての本願寺派トップである門主（宗主）は、親鸞の女系曾孫で大谷廟堂を「本願寺」として寺格化した第3代宗主・覚如の子孫である大谷家が歴代務め、絶大な権力を保持していた。しかし、本願寺派の第22世鏡如（大谷光瑞）がシルクロード探検隊を送ったり、海外布教や、学生の教育に力を尽くしたが、それらの大きな費用負担が宗門及び本願寺の財政を危機に陥れたため、鏡如は門主引退に追い込まれた。
本願寺派は再び危機を招かぬように、龍谷門主大谷家の権限を制限することを決定した。大谷家は宗務の権力中枢から、象徴へとその地位を変えた。
浄土真宗本願寺派宗制とともに、宗門の最高規則である浄土真宗本願寺派宗法浄土真宗本願寺派宗法変更では門主は本願寺住職をもって充て、「門主は、宗意安心の正否を裁断する」、「法灯を伝承して、この宗門を統一し、宗務を統裁する」）、宗教法人としての規則である宗規宗規変更では「この宗門の規程たる宗制及び宗法に基き、法灯を伝承して、この宗門を統一し、宗務を統裁する」、本願寺住職としては「法灯を伝承して、この寺院を統一する」寺法寺法変更と定められている。

#### 伝灯相承
本願寺住職にして門主の伝灯相承の順序は本山典令及び本願寺寺法で世襲であって、宗祖の系統たる大谷宗家の家系に属する者が、次の順序で伝灯相承される。
住職の相承は、その遷化又は辞任に因って行う。この場合において、新門があるときは、直ちに相承を行う。 
1 住職の嫡出の長男子
2 住職の嫡出の長男子の長男子
3 前号以外の住職の嫡出の長男子の子孫
4 前各号以外の住職の子孫
5 住職の兄弟及びその子孫
6 住職の最近親の系統に属する者

#### 門主代務・本願寺住職代務
「門主が遷化その他の事由に因って欠けた場合において、すみやかに門主となるべき本願寺住職の相承を行うことができないとき、又は未成年者であるとき、若しくは相当の期間その職務を行うことができないときは、門主代務を置くものとする。
門主代務は、「本願寺の住職代務をもって充てる」とされている。
本願寺住職に事故があるときなどには、本願寺新門は、本願寺住職代務となる（寺法第15条第1項）。

#### 新門・本願寺嗣法
本願寺住職たる門主の「長男子」、長男子がいないときは「長男子の長男子」で、得度式を受けた者は本願寺嗣法と呼ばれる。本願寺嗣法は、本願寺住職を補佐する。
宗法では、「本願寺嗣法は、新門に就任する」と定め、「新門は、門主を補佐する」と定めている。

#### 裏方・本願寺坊守
宗門の裏方は、本願寺坊守が当る。本願寺住職の配偶者を本願寺坊守という。

#### 本願寺衆徒
本願寺には、住職の認許を得て、衆徒を置くことができる。
本願寺衆徒は、住職の2親等以内の血族で、得度式を受け、僧籍にある者でなければならない。
現在の門主が新門であった時、配偶者（裏方。婚姻当時新裏方）が僧籍にあったことから、その取扱について検討した結果、宗会の議決を経て、本願寺寺法の施行細則として「本願寺の衆徒に関する特例法」により、「寺法第16条の3の規定にかかわらず、住職の認許を得て、本願寺の衆徒に相当する待遇を受けることができる」こととされた。

#### 住職伝承委員会
本願寺住職の長男子及び長男子の長男子がいないときに、住職の嫡出の長男子、住職の嫡出の長男子の長男子以外の住職の嫡出の長男子の子孫、次子及び長男子の次子等、長男子及び長男子の子孫以外の住職の子孫、住職の兄弟及びその子孫、住職の最近親の系統に属する者のいずれに伝灯相承させるかを決定するのは、住職伝承委員会である。
住職伝承委員会は、次の者で組織される。
1 住職又は住職代務
2 住職であった者（前住）
3 坊守
4 住職であった者の配偶者又はその生存配偶者
5 嫡出の長男子、嫡出の長男子の長男子（未成年者を除く）
6 嫡出の長男子、嫡出の長男子の長男子の配偶者
7 住職及び嫡出の長男子、嫡出の長男子の長男子の血族1親等の尊属
8 住職及び住職であった者の2親等以内の血族で、年齢25年以上の僧侶
9 本願寺執行長、本願寺評議会議長
10 宗門の総長、宗会議長、勧学寮頭及び監正局長
住職伝承委員会は、本願寺執行長の申達によって、住職又は住職代務が招集する。ただし、住職及び住職代務がともにないとき、又は事故があるときは、本願寺執行長が招集する。

### 総局
「宗意安心に関する事項及び別に定める事項を除き、宗務を執行する権限は、総局に属する」
「総局は、合議制とし、総長及び3人の総務で組織する」
「総長は、宗規の定めるところによって、代表役員となり、総務は、代表役員以外の責任役員となる」
「総局は、宗務の執行について、宗会に対し責任を負う」と定めている。

#### 総長
総長は、総局を代表し、その事務を総理する。
総長は、宗務を必要な各部門に分け、総務に分掌させ、又自ら所管することができる。但し、必要により、部門を所管しない総務を置くことができる。
宗教法人「浄土真宗本願寺派」の代表役員であるのは、総長である。もっとも、代表役員の宗教法人の事務に関する権限は、「宗教上の機能に対するいかなる支配権その他の権限をも含むものではない」とされている（宗教法人法第18条）。
真宗十派の中で本願寺派のみ「宗務総長」ではなく、「総長」と称する。
総長は、宗会議員総選挙の後に初めて、宗会の招集があったとき（宗会の解散による宗会議員総選挙後の最初の宗会では、必ず信任を問い、それが否決されたとき。）、又は宗会で不信任の決議案が可決し、若しくは信任の決議案を否決した場合において、2日以内に、門主の認許を得て総長が宗会を解散しないときは、退任しなければならない。
総長は、浄土真宗本願寺派教師のうちから門主の指名する2人又は3人の総長候補者について、宗会が選挙を行い、その当選人を門主が任命する。
学校法人龍谷大学寄附行為第6条により、学校法人龍谷大学の理事長は総長の充て職でもある。

#### 総務
総務は、総長を補佐し、所管の事務について、総長に対し責任を負う。
総務は、浄土真宗本願寺派教師のうちから、総長の申達によって、門主が任命する。総務は総長が退任し、又は欠けたときは、退任しなければならない。

#### 副総務
副総務は、総長の申達によって、門主が任命する。副総務は総長が退任し、又は欠けたときは、退任しなければならない。
副総務は、総局会議の構成員ではない。

### 本願寺内局

#### 本願寺執行長
宗教法人「本願寺」も、代表役員は本願寺住職ではなく、「本願寺執行長」（しゅぎょうちょう）である。
本願寺執行長は、浄土真宗本願寺派教師のうちから本願寺住職の指名する2人又は3人の本願寺執行長候補者について、本願寺評議会が選挙を行い、その当選人を本願寺住職が任命する。

#### 本願寺副執行長
本願寺の本願寺副執行長（ふくしゅぎょうちょう）は、浄土真宗本願寺派教師のうちから本願寺住職の認証を得て、本願寺執行長が任命する。
本願寺執行長が退任し、本願寺執行長が欠けたときは、本願寺副執行長は退任しなければならない。

#### 本願寺執行
本願寺の本願寺執行（しゅぎょう）は、寺務職員のうちから執行長が任命する。本願寺執行長が退任し、本願寺執行長が欠けたときは、本願寺執行は退任しなければならない。

### 宗派名の制定
「浄土真宗本願寺派」という宗名が正式に定められたのは1877年（明治10年）である。真宗大谷派（「お東さん」）との区別のため、「お西さん」と呼ばれることもある。
ちなみに本山の本願寺も、一般的に「西本願寺」と呼ばれたり、本願寺派という意味で「本派本願寺」と呼ばれることがある。
なお、郵便局として京都市下京区七条通猪熊東入西八百屋町に、「京都本派本願寺郵便局」がある（他方、京都市下京区不明門通六条下る仏具屋町には、「京都東本願寺前郵便局」がある）。

### 浄土真宗本願寺派の教章
宗派の教義などを平易に表現するため、1967年、第23代門主勝如により制定され、2008年に第24代門主即如によって一部改正された。
「私の歩む道」との副題が付いている
。
| 宗名            | 浄土真宗 |
| 宗祖 （ご開山） | 親鸞聖人 ご誕生1173年5月21日（承安3年4月1日） ご往生1263年1月16日（弘長2年11月28日） |
| 宗派            | 浄土真宗本願寺派 |
| 本山            | 龍谷山 本願寺（西本願寺） |
| 本尊            | 阿弥陀如来（南無阿弥陀仏） |
| 聖典            | - 釈迦如来が説かれた「浄土三部経」 『仏説無量寿経』『仏説観無量寿経』『仏説阿弥陀経』 - 宗祖親鸞聖人が著述された主な聖教 「正信念仏偈」（『教行信証』行巻末の偈文） 『浄土和讃』『高僧和讃』『正像末和讃』 - 中興の祖 蓮如上人のお手紙 『御文章』 |
| 教義            | 阿弥陀如来の本願力によって信心をめぐまれ、念仏を申す人生を歩み、この世の縁が尽きるとき浄土に生まれて仏となり、迷いの世に還って人々を教化する。 |
| 生活            | 親鸞聖人の教えにみちびかれて、阿弥陀如来のみ心を聞き、念仏を称えつつ、つねにわが身をふりかえり、慚愧と歓喜のうちに、現世祈祷などにたよることなく、御恩報謝の生活を送る。                                                                          |
| 宗門            | この宗門は、親鸞聖人の教えを仰ぎ、念仏を申す人々の集う同朋教団であり、人々に阿弥陀如来の智慧と慈悲を伝える教団である。それによって、自他ともに心豊かに生きることのできる社会の実現に貢献する。                                                    |

## 歴代宗主
- 開山 親鸞 （1173 - 1262） - 宗祖
- 第2代 如信 （1235 - 1300） - 親鸞の孫。
- 第3代 覚如 （1270 - 1351） - 親鸞の曾孫。
- 第4代 善如 （1333 - 1389） . 覚如の孫。
- 第5代 綽如 （1350 - 1393）
- 第6代 巧如 （1376 - 1440）
- 第7代 存如 （1396 - 1457）
- 第8代 蓮如 （1415 - 1499） - 中興の祖とされる
- 第9代 実如 （1458 - 1525） - 蓮如の孫。
- 第10代 証如 （1516 - 1554）
- 第11代 顕如 （1543 - 1592） - 戦国時代に織田信長などと対立
- 第12代 准如 （1577 - 1630） - 東西本願寺に分立
- 第13代 良如 （1612 - 1662）
- 第14代 寂如 （1651 - 1725）
- 第15代 住如 （1673 - 1739） - 寂如の養子で実父は九条兼晴
- 第16代 湛如 （1716 - 1741） - 寂如の実子。
- 第17代 法如 （1707 - 1789） - 寂如の孫。顕証寺より入寺。
- 第18代 文如 （1744 - 1799）
- 第19代 本如 （1778 - 1826）
- 第20代 広如 （1798 - 1871） - 文如の孫。顕証寺より入寺。
- 第21代 明如 （1850 - 1903） - 海外開教を実施
- 第22代 鏡如 （1876 - 1948） - 大谷探検隊を派遣。
- 鏡如の門主引退から勝如が得度・門主に就任するまでの間は門主不在となり、六雄沢慶（1914-1917）、近松尊定（1917）、武田沢心（1917-1921）、大谷尊由（1921-27）の4人が管長を務め、門主の務めを代行した。
- 第23代 勝如 （1911 - 2002） - 『正信偈和讃』を改譜
- 第24代 即如 （1945 - ） - 現「前門」
- 第25代 専如（1977 - ） - 現・門主

## 直轄寺院
- 築地本願寺（旧・築地別院）- 東京都中央区築地三丁目15-1 （2012年4月新基本法規施行に伴い、首都圏特区（東京、神奈川、千葉、埼玉）の伝道強化の中心道場として設置。住職は門主。事務執行機関、宗務長 1人、副宗務長 2人で構成）

## 直属寺院

### 別院・教堂
本山直属寺院を別院・教堂という。直属寺院は、地方における教義弘通の中心道場であり、門主が住職である。別院には輪番、教堂には主管が置かれ、輪番又は主管が別院・教堂における寺務の平常の運営を主管する。宗教法人たる別院・教堂の場合は、通常、輪番又は主管が代表役員となる。また、近隣の複数の直属寺院の輪番・主管を兼務する場合も少なからずある。
本山の直属ではあるが別法人である場合、財政的には独立採算であるため、近年は門徒数の減少などから財政困窮により廃寺寸前の教堂も少なくない。歴史的経緯などから東北地方は仙台、関東地方は東京（現在は直轄寺院・築地本願寺に転換）にのみ存在するのに対し、北陸地方・中部地方以西の西日本はほぼ全府県にある。
なお、かつては会館と呼ばれていたところも多くあったが、直属寺院に会館の規定がないため、ほとんどが教堂に改称されている。現在、会館という名称であるのは高岡会館と顕道会館の2つである。本項では会館もあわせて以下に列挙する。
- 札幌別院 - 札幌市中央区北3条西19丁目2-1
- 江差別院 - 桧山郡江差町本町212
- 帯広別院 - 帯広市東3条南5丁目3
- 小樽別院 - 小樽市若松町1丁目4-17
- 函館別院 - 函館市東川町12-12
- 仙台別院 - 仙台市青葉区支倉町1-27
- 長野別院 - 長野市西後町1653
- 松本別院 - 松本市蟻ヶ崎四丁目4-10
- 国府別院 - 新潟県上越市国府一丁目7-1、親鸞配流地。
- 新潟別院 - 長岡市与板町与板乙4356
- 富山別院 - 富山市総曲輪二丁目7-12
- 井波別院 - 富山県南砺市井波町畠方2955
- 福光教堂 - 富山県南砺市福光974-2
- 高岡会館 - 高岡市東上関446
- 金沢別院 - 金沢市笠市町2-47
- 福井別院 - 福井市松本四丁目9-21
- 吉崎別院 - 福井県あわら市吉崎一丁目201。吉崎御坊。
- 岐阜別院 - 岐阜市西野町三丁目1
- 笠松別院 - 羽島郡笠松町柳原町100-3
- 池野教堂 - 揖斐郡池田町六之井1808-1
- 名古屋別院 - 名古屋市中区門前町1-23
- 三河別院 - 岡崎市十王町一丁目25
- 八幡別院 - 滋賀県近江八幡市北元町39-1
- 赤野井別院 - 守山市赤野井町326
- 近松別院 - 大津市札の辻4-26
- 長浜別院 - 長浜市南呉服町13-31
- 八日市教堂 - 東近江市八日市町9-16
- 顕道会館 - 京都市下京区油小路通花屋町上ル西若松町248
- 山科別院 - 京都市山科区東野狐藪町2。山科本願寺跡地。
- 西山別院 - 京都市西京区川島北裏町29。覚祖廟（覚如上人御廟）、得度習礼所・教師教修所が設置されている。
- 北山別院 - 京都市左京区一乗寺薬師堂町29。親鸞聖人御旧跡。
- 至心教堂 - 京都市下京区東中筋通六条下ル学林町303-1。本願寺国際センター（寺院活動支援部〈国際伝道担当〉）併設。
- 奈良教堂 - 奈良市七条一丁目11-4
- 津村別院（北御堂） - 大阪市中央区本町四丁目1-3、御堂筋の由来の一つ。
- 堺別院 - 堺市堺区神明町東三丁1-10
- 尾崎別院 - 阪南市尾崎町二丁目8-19
- 鷺森別院 - 和歌山市鷺森1
- 日高別院 - 御坊市御坊100
- 神戸別院 - 神戸市中央区下山手通八丁目1-1、モダン寺。
- 山陰教堂 - 松江市大正町443-1
- 備後教堂 - 福山市東町二丁目4-5
- 広島別院 - 広島市中区寺町1-19
- 山口別院 - 山口市小郡花園町3-7
- 塩屋別院 - 丸亀市塩屋町四丁目6-1
- 高知別院 - 高知市追手筋一丁目7-4
- 鎮西別院 - 北九州市門司区別院6-1
- 門司教堂 - 北九州市門司区庄司町4-3
- 福岡教堂 - 福岡市中央区黒門3-2
- 大牟田別院 - 大牟田市上町一丁目6-10
- 佐賀教堂 - 佐賀市城内一丁目2-2
- 長崎教堂 - 諌早市新道町50-3
- 熊本別院 - 熊本市坪井二丁目3-32
- 人吉別院 - 人吉市七日町25
- 別府別院 - 別府市北浜三丁目6-36
- 四日市別院 - 宇佐市四日市1410
- 宮崎別院 - 宮崎市柳丸町79-1
- 鹿児島別院 - 鹿児島市東千石町21-38
- 沖縄別院 - 浦添市伊祖五丁目10-1、浦添本願寺。

### かつて存在した別院・教堂
- 築地別院 - 東京都中央区築地三丁目15-1　元・江戸日本橋横山町、明暦の大火後に現在地に移転。直轄寺院となり「築地本願寺」と改称（前述）したため、別院ではなくなっている。
- 三条別院 - 新潟県三条市、現在は与板別院と統合して本願寺新潟別院となる。建物は残っておらず、塀と掘られた看板のみ残る。
- 与板別院 - 現在、三条別院と統合し新潟別院に改称。
- 角坊別院 - 京都市右京区山ノ内御堂殿町25、本願寺に吸収合併され、本願寺飛地境内「角坊」となる。
- 黒野別院 - 岐阜県岐阜市黒野404-1、現在は岐阜別院に吸収合併され廃寺。老人福祉施設「黒野あそか苑」が建てられている。同施設建設にあたっては補助金不正受給で逮捕者も出した。
- 伊勢教堂  - 三重県伊勢市倭町49-1、2020年、一般寺院化。浄明寺と号する。
- 金亀教堂 - 滋賀県彦根市中央町3番46号
- 豊岡教堂 - 兵庫県豊岡市中央町15-22
- 江並教堂 - 岡山県岡山市中区江並132-3、2016年、直属寺院として初めての一般寺院化、真宗寺と号する。
- 新見教堂 - 岡山県新見市新見字水船屋775。（2009年に法人解散）
- 岩国教堂 - 山口県岩国市川西。萩別院や山口会館と統合し山口別院を新設。現在は建物はなく、跡地は川西第三街区公園となっている。入口の石灯明のみが残る。
- 萩別院 - 萩市西田町、1980年3月、失火により建物を全焼。岩国教堂や山口会館と統合し、山口別院となり、現在は山口別院萩支院として境内地に萩幼稚園が建つ。
- 四恩教堂 - 香川県木田郡三木町大字井戸4108-6、廃寺。
- 徳島教堂 - 徳島市富田浜一丁目36。廃寺。
- 高松教堂 - 高松市東田町6-1、塩屋別院に吸収合併され、塩屋別院高松会館となる。
- 道後教堂 - 松山市道後緑台9-43、塩屋別院に吸収合併され、塩屋別院道後会館となる。
- 比田勝教堂 - 長崎県対馬市上対馬町比田勝869。一般寺院化し、勝蓮寺と号する。
- 藤山教堂 - 大分県日田市花月藤山町36、十二町にある新治会館とともに別府別院の布教所となる。
- 円陵教堂 - 福井県坂井市丸岡町谷町二丁目25、2025年に法人の解散と土地の社会福祉法人への有償譲渡が公告される。

### 戦前に存在した別院・教堂
- 台湾別院 - 台北市新起町1-1、廃寺。鐘楼堂跡、輪番詰所など現存。
- 鹿港別院 - 台中州彰化郡鹿港街。元鹿港龍山寺が加盟し、戦後は再独立。[17]
- 朝鮮別院 - 京城府若草町、旧称京城別院、廃寺。
- 関東別院 - 大連市若草山、廃寺。
- 上海別院 - 上海市乍浦路471、廃寺。建物の一部は現存。
- 奉天別院 - 奉天市加茂町、廃寺。
- 新京別院 - 新京特別市祝町、廃寺。
- 大泊別院 - 樺太大泊町楠渓町、1945年ポツダム宣言受諾後、廃寺。
- 浦潮本願寺 -ロシア帝国ウラジオストク。 1886年（明治19年）初めての海外布教所として開設。1937年ソビエト連邦政府の政策により廃寺。

### 別格別院
別格別院は第8代蓮如の直系子孫らが開山又は復興し、蓮如の血縁を汲むものが歴代の住職を務めてきた有力寺院。
大谷宗家に準じる連枝として特別の待遇が与えられ、寺院そのものも多くの末寺を抱え、多くが寺域に寺内町を形成するなど本願寺に準じる「中本山」として権力を誇った。
別格別院という名称、規定は明治期のもの。第二次世界大戦後には本末制度が解体され、宗派の被包括寺院として末寺が独立したことで、急速に力を失った。
- 別格別院顕証寺 - 八尾市久宝寺、久宝寺御坊
- 別格別院本徳寺 - 姫路市亀山、亀山御坊
- 別格別院本善寺 - 吉野郡吉野町飯貝、飯貝御坊
- 別格別院本照寺 - 高槻市富田、富田御坊
- 別格別院明照寺 - 彦根市平田町、妙法山明照寺
- 別格別院徳応寺 - 現在の井波別院
- 別格別院福田寺 - 米原市長沢、長沢御坊
- 別格別院善福寺 - 神戸市長田、一乗山善福寺
- 別格別院超勝寺 - 福井市東藤島、西超勝寺（東超勝寺は真宗大谷派寺院）

### 別荘
- 三夜荘（京都市伏見区）：かつて巨椋池のほとりにあった門主の別荘[18]

## 一般寺院
現在、本願寺派では本山、直轄寺院、直属寺院以外について末寺とは言わず、一般寺院と称する。詳細は浄土真宗本願寺派の寺院を参照。

## 教区・組・教務所
本願寺派では、全国を5連区、32教区・特区（31の教区と沖縄県宗務特別区）に分けて教務所を設置し、各教区は533の組（そ）に地域割りしている。
教務所は本山境内にある宗務所の出先機関として事務全般を取り扱うほかに、各教区の開教・布教拠点としての役割を担う。
別院や教堂と併設されることが多く、この場合に教務所長は原則として別院輪番または教堂主管が兼職する。例外として東京教区教務所は築地本願寺の副宗務長のうち1人が、大阪教区教務所は本願寺津村別院の副輪番のうち1人が教務所長を兼職している。また、沖縄県宗務特別区の沖縄県宗務事務所は沖縄別院境内ではなく、那覇市天久に設置されており、沖縄別院輪番が沖縄県宗務事務所長を兼職している。
さらに、従来は1教区に1教務所長の体制であったが、宗務組織改革として教務所長の兼務を推進している。そのはじめとして、2022（令和4）年4月に石川教区と福井教区で兼務をはじめ、兼務教区にはそれぞれ副所長を設置している。
- 第1連区
  - 北海道教区教務所（札幌別院） - 北海道
  - 東北教区教務所（仙台別院） - 東北地方
  - 東京教区教務所（築地本願寺） - 関東地方、山梨県、静岡県
  - 長野教区教務所（長野別院） - 長野県
  - 新潟教区教務所（新潟別院） - 新潟県下越地方、中越地方、佐渡島
  - 国府教区教務所（国府別院） - 上越地方
- 第2連区
  - 富山教区教務所（富山別院） - 富山県東部
  - 高岡教区教務所（高岡会館） - 富山県西部
  - 石川教区教務所（金沢別院） - 石川県
  - 福井教区教務所（福井別院） - 福井県
  - 岐阜教区教務所（岐阜別院） - 岐阜県
  - 東海教区教務所（名古屋別院） - 愛知県、三重県
- 第3連区
  - 滋賀教区教務所（八幡別院） - 滋賀県
  - 京都教区教務所（顕道会館） - 京都府
  - 奈良教区教務所（奈良教堂） - 奈良県
  - 大阪教区教務所（津村別院） - 大阪府
  - 和歌山教区教務所（鷺森別院） - 和歌山県
  - 兵庫教区教務所（神戸別院） - 兵庫県、岡山県東部（備前、美作）
- 第4連区
  - 山陰教区教務所（山陰教堂） - 鳥取県、島根県
  - 四州教区教務所（塩屋別院） - 四国地方
  - 備後教区教務所（備後教堂） - 広島県東部、岡山県西部（備後、備中）
  - 安芸教区教務所（広島別院） - 広島県西部（安芸）
  - 山口教区教務所（山口別院） - 山口県
- 第5連区
  - 北豊教区教務所（鎮西別院） - 福岡県北九州市東部、田川、京築（豊前北部）
  - 福岡教区教務所（福岡教堂） - 福岡県広域（筑前、筑後）
  - 大分教区教務所（別府別院） - 大分県
  - 佐賀教区教務所（佐賀教堂） - 佐賀県
  - 長崎教区教務所（長崎教堂） - 長崎県
  - 熊本教区教務所（熊本別院） - 熊本県
  - 宮崎教区教務所（宮崎別院） - 宮崎県
  - 鹿児島教区教務所（鹿児島別院） - 鹿児島県
  - 沖縄県宗務事務所（那覇市天久2-18-2） - 沖縄県

## 海外
海外開教は第21代法主明如により提唱され、アジアを中心にハワイ、北米への開教使派遣、寺院建立が行われた。
1940年代にピークを迎えたが、第二次世界大戦の敗戦と共にアジア開教地は壊滅している。現在の台湾開教地は戦後復興されたものである。
以下は現在の開教拠点である。
- 開教区
  - 北米開教区（BCA=Buddhist Churches of America）
  - ハワイ（布哇）開教区 (Honpa Hongwanji Mission of Hawaii)
  - カナダ開教区（BCC=Buddhist Churches of Canada）
  - 南米開教区（本部:ブラジルサンパウロ）
- 開教地
  - メキシコ開教地
  - オーストラリア開教地
  - 台湾開教地
  - ネパール開教地
- ヨーロッパ開教地区
  - ドイツ浄土真宗協会
  - スイス浄土真宗協会
  - ベルギー浄土真宗協会
  - オーストリア浄土真宗協会
  - 英国浄土真宗協会
  - ポーランド浄土真宗サンガ

かつて存在した海外開教拠点
- 朝鮮開教教務所
- 台湾開教教務所
- 満州開教教務所
- 支那布教総監部
- 樺太開教監督事務所
- 南洋開教監督事務所

## 関係研究・教育機関
- 浄土真宗本願寺派総合研究所
- 浄土真宗本願寺派史料研究所
- 宗学院(本科、別科)（教学の指導者の育成、宗学の研鑽、学階の取得)
  - 本科 研究生
  - 本科 研究生補
  - 別科
- 安居事務所
- 伝道院 布教使養成所 1912年(明治45年)創立,1988年京都市指定有形文化財。
- 学林寮(全寮制)
- 勤式指導所
- 龍谷総合学園 （西本願寺に属する学校法人によって構成されているグループ。明細龍谷総合学園参照。）
- 仏教学院
  - (浄土真宗本願寺派宗規による。)
    - 中央仏教学院
    - 東京仏教学院

  - (地方仏教学院規定による。)
    - 広島仏教学院(真宗学寮、石泉学派）
    - 行信仏教学院(行信教校、空華学派）
    - 福岡仏教学院（福岡仏教学院は2021年現在は運営されていない）

## 関係医療機関
- あそか花屋町クリニック（京都市下京区油小路通新花屋町下る西若松町249）[20]
- あそかビハーラクリニック（あそか第2診療所）（城陽市）（大日本仏教慈善会財団によるターミナルケア関係の施設）

## その他

### ドキュメンタリー
- BS1スペシャル「戦禍のなかの僧侶たち〜浄土真宗本願寺派と戦争〜」（2022年8月20日、NHK BS1）[21]